# Trautmannsdorf an der Leitha
Trautmannsdorf an der Leitha es una localidad del distrito de Bruck an der Leitha, en el estado de Baja Austria, Austria, con una población estimada a principio del año 2018 de 2886 habitantes. 
Se encuentra ubicada al este del estado, a poca distancia al sureste de Viena y al oeste de la frontera con el estado de Burgenland.